# Kapatagan (Lanao del Norte)
Kapatagan è una municipalità di terza classe delle Filippine, situata nella Provincia di Lanao del Norte, nella Regione del Mindanao Settentrionale.
Kapatagan è formata da 33 baranggay:
- Bagong Badian
- Bagong Silang
- Balili
- Bansarvil
- Belis
- Buenavista
- Butadon
- Cathedral Falls
- Concepcion
- Curvada
- De Asis
- Donggoan
- Durano
- Kahayagan
- Kidalos
- La Libertad
- Lapinig

- Mahayahay
- Malinas
- Maranding
- Margos
- Poblacion
- Pulang Yuta
- San Isidro
- San Vicente
- Santa Cruz
- Santo Tomas
- Suso
- Taguitic
- Tiacongan
- Tipolo
- Tulatulahan
- Waterfalls